# Hyloscirtus alytolylax
Espèce
Synonymes
- Hyla alytolylax Duellman, 1972

Statut de conservation UICN

 NT  : Quasi menacé
Hyloscirtus alytolylax est une espèce d'amphibiens de la famille des Hylidae.

## Répartition
Cette espèce se rencontre entre 500 et 2 159 m d'altitude sur le versant Pacifique des Andes :
- dans le sud de la Colombie dans les départements de Cauca et de Nariño ;
- en Équateur.

## Publication originale
- Duellman, 1972 : A review of the neotropical frogs of the Hyla bogotensis group. Occasional Papers of the Museum of Natural History, University of Kansas, no 11, p. 1-31 (texte intégral).